# Phare de Turtle Rock

Le phare de Turtle Rock (en anglais : Turtle Rock Light), est un phare situé  près de Philadelphie, sur la rivière Schuylkill dans le Comté de Philadelphie, Pennsylvanie.
Ce phare est inscrit au Registre national des lieux historiques depuis le 17 février 1987 sous le n° 87000821 et déclaré National Historic Landmark en Pennsylvanie.

## Historique
Le phare, mis en service en 1887, se trouve sur Boathouse Row, un site historique de la ville de Philadelphie. Il servait à guider la navigation des bateaux à vapeur.
Le phare est exploité par le Sedgeley Club, un club social situé dans l'historique Boathouse Row le long de la rivière Schuylkill , qui est inscrit au registre national des lieux historiques et désigné monument historique national. En 1897, le club a été fondé en tant que Club Vélo, Barge et Canoë, mais a rapidement changé son nom pour Sedgeley Club. Le bâtiment de style néo-colonial, conçu par Arthur H. Brockie, a été adapté pour englober le phare déjà construit. La Seconde Guerre mondiale a provoqué l'arrêt du Club en tant qu'installation sportive. Le Sedgeley Club fonctionne toujours comme un club social et est disponible à la location pour des soirées privées.
En 2012, la société Friends of Historic Sedgeley a été créée pour entretenir et préserver l'édifice du Sedgeley Club en tant que point de repère historique local et national, et pour promouvoir l'importance architecturale et culturelle du hangar à bateaux et du phare pour le public à travers des journées portes ouvertes et des programmes éducatifs.
Généralement inactif mais une lumière décorative est affichée lors d'occasions spéciales.
Identifiant : ARLHS : USA-1088 .

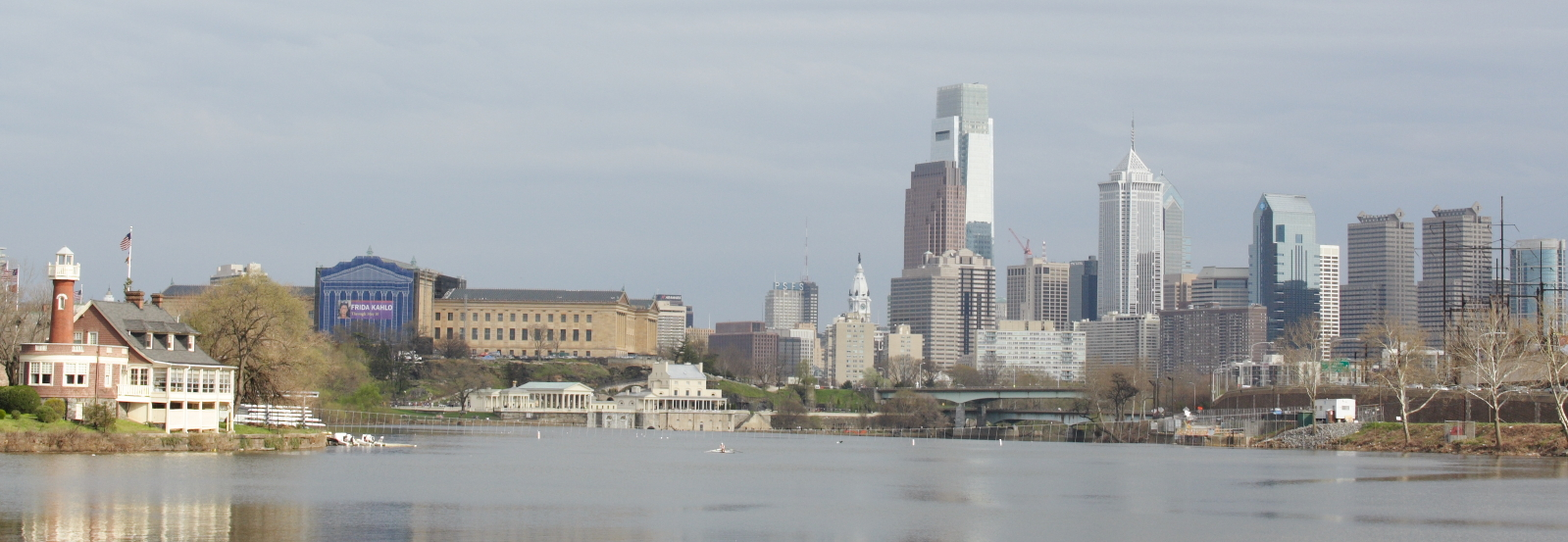
Le phare
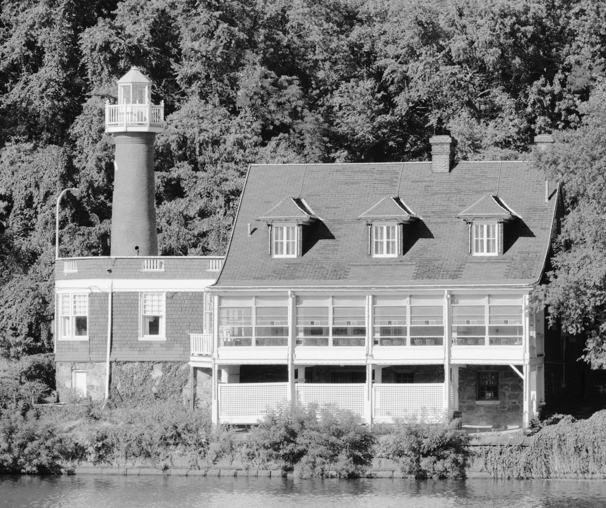
Sedgeley Club

### Lien connexe
- Liste des phares en Pennsylvanie